# Annawan
Annawan ist eine Town im US-Bundesstaat Illinois. Sie liegt vorwiegend in Henry und zum Teil in Bureau County und hatte 2020 laut Volkszählung 884 Einwohner. Annawan wurde 1853 gegründet und liegt auf einer Höhe von 646 Metern.